# Klassisk fysik
Klassisk fysik är samlingsnamnet för de fysikaliska teorierna som inte påverkas av modern fysik, det vill säga 1900-talets kvantmekanik. Ofta räknas även relativitetsteori till den moderna fysiken, men den kan också ses som klassisk fysik. 
Utvecklingen av kvantfysiken under 1900-talet utgjorde en så stor revolution inom fysiken att man här började skilja på den klassiska och den moderna fysiken.
Exempel på områden inom klassisk fysik är Newtons mekanik, klassisk termodynamik och Maxwells elektromagnetism (den första teorin som var relativistisk). Einsteins relativitetsteorier räknas ibland som klassisk fysik. Eftersom Einstein vägrade att acceptera det intrinsiskt slumpmässiga i kvantfysiken har han ibland kallats den siste klassiske fysikern.